# ウィリアム・レッグ (第4代ダートマス伯爵)

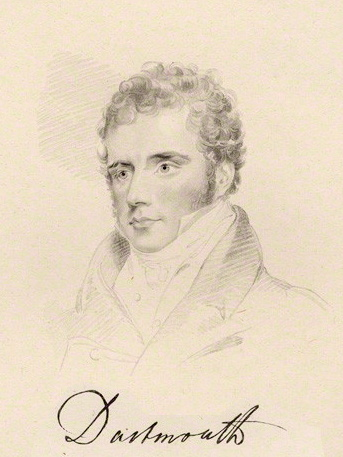
第4代ダートマス伯爵、1831年。

第4代ダートマス伯爵ウィリアム・レッグ（William Legge, 4th Earl of Dartmouth FRS FSA、1784年11月29日 – 1853年11月22日）は、グレートブリテン貴族。庶民院議員を務めた。

## 生涯
第3代ダートマス伯爵ジョージ・レッグと妻フランシス（1761年2月9日 – 1838年11月21日、第3代エイルズフォード伯爵ヘニッジ・フィンチの娘）の息子として、1784年11月29日にセント・ジョージ・ハノーヴァー・スクエア教区で生まれた。1799年よりイートン・カレッジで教育を受けた後、1802年5月3日にオックスフォード大学クライスト・チャーチに入学、1805年にB.A.の学位を修得した。その後、大陸ヨーロッパのシチリアやスペインを旅した。
1810年1月、ミルボーン・ポート選挙区の補欠選挙に出馬して、庶民院議員に選出された。議会では演説の記録がなく、与党トーリー党を支持したとされる。同年11月10日に父が死去すると、ダートマス伯爵位を継承し、貴族院の議席を得た。
1820年6月22日にロンドン考古協会フェローに、1822年11月7日に王立協会フェローに選出された。1834年6月13日、オックスフォード大学よりD.C.L.の名誉学位を授与された。
1853年11月22日にスタッフォードシャーのパットシュルで死去、長男ジョージが夭折したため次男ウィリアム・ウォルターが爵位を継承した。

## 家族
1821年4月5日、サイレンセスターでフランシス・シャーロット・チェットウィンド＝タルボット（Frances Charlotte Chetwynd-Talbot、1801年5月17日 – 1823年10月4日、第2代タルボット伯爵チャールズ・チェットウィンド＝タルボットの娘）と結婚、2男をもうけた。
- ジョージ（1822年6月10日 – 1823年10月18日埋葬） - 夭折[1]
- ウィリアム・ウォルター（1823年8月12日 – 1891年8月4日） - 第5代ダートマス伯爵[1]

1828年10月25日、フィレンツェでフランシス・バリントン（Frances Barrington、1802年10月20日 – 1849年8月11日、第5代バリントン子爵ジョージ・バリントンの娘）と再婚、6男9女をもうけた。
- フランシス・エリザベス（1829年9月15日[7] – 1922年3月13日） - 1862年4月22日、軍人ジョージ・ブルース・ミシェル（George Bruce Michell、1866年2月11日没）と結婚[8]
- ルイーザ・ジェーン・セシル（1830年11月6日[7] – 1910年2月12日） - 生涯未婚[8]
- ジョージ・バリントン（1831年12月19日 – 1900年12月9日） - 1860年10月9日、ソフィア・フランシス・マーガレット・レヴェット（Sophia Frances Margaret Levett、1895年10月15日没、ジョン・レヴェットの娘）と結婚、子供あり[7]
- ベアトリクス・マリア（1833年1月13日 – 1872年4月11日[7]）
- エドワード・ヘンリー（1834年4月23日 – 1900年8月16日） - 1873年1月15日、コーデリア・ツイスデン・モールズワース（Cordelia Twysden Molesworth、1915年3月19日没、ウォルター・ヘレ・モールズワースの娘）と結婚、子供あり[8]
- アーサー・ケイ・ハワード（Arthur Kaye Howard、1835年3月24日 – 1861年6月8日[7]）
- キャサリン（1837年9月2日[7] – 1914年7月1日） - 1863年4月9日、ロバート・ジェームソン・ユースタス・ユースタス（Robert Jameson Eustace Eustace、1889年4月1日没）と結婚、子供あり[8]
- フローレンス（1838年8月3日 – 1917年3月27日） - 1858年2月11日、ナサニエル・バーナーディストン（Nathaniel Barnardiston、1832年4月24日 – 1916年2月23日）と結婚、子供あり[7][8]
- オーガスタス（1839年11月28日 – 1913年3月15日） - 聖職者。1877年1月3日、ファニー・ルイーザ・ストップフォード＝サックヴィル（Fanny Louisa Stopford-Sackville、1911年12月23日没、ウィリアム・ブルース・ストップフォード＝サックヴィルの娘）と結婚、子供あり[8]
- バーバラ・キャロライン（1841年1月[7] – 1909年1月5日） - 1875年11月24日、聖職者ハイシュ・イートマン＝ビッグス（英語版）（1922年4月14日没）と結婚、子供あり[8]
- チャールズ・ガウンター（Charles Gounter、1842年5月9日 – 1907年11月15日） - 1868年6月2日、メアリー・ガーニア（Mary Garnier、1896年12月13日没、聖職者トマス・ガーニア（英語版）の娘）と結婚、子供あり[8]
- シャーロット・アン・ジョージアナ（1843年7月29日[7] – 1908年12月19日） - 生涯未婚[8]
- ヘニッジ（1845年7月3日 – 1911年11月1日） - 軍人、政治家。生涯未婚[8]
- ハリエット・オクタヴィア（1847年3月1日[7] – 1927年4月22日） - 生涯未婚[8]
- ウィルヘルミナ（1849年2月28日[7] – 1928年12月31日） - 1874年6月30日、ジョン・タウンゼンド・ブルック（John Townshend Brooke、1899年1月31日没）と結婚、子供あり[8]